# Remigian Piasecki (zm. 1709)
Remigian Piasecki z Piaseczyna herbu Rawicz (zm. w 1709 roku) – stolnik lubelski w latach 1690-1695.
Był elektorem Augusta II Mocnego z województwa lubelskiego w 1697 roku.